# ジミーサムP
ジミーサムP（ジミーサムピー、1985年5月25日 - ）は、日本のソングライター、編曲家。主に初音ミクなどの音声合成ソフトVOCALOIDをボーカルに用いたオリジナル楽曲を発表している。OneRoomという名義も使用している。

## 解説
秋田県出身。2008年9月よりニコニコ動画などで初音ミク、巡音ルカなどのVOCALOIDを使用した楽曲を発表している。ジミーサムPという名前については、ニコニコ動画で楽曲を発表した際の動画のサムネイルが地味な画像であったことに由来する（Pはプロデューサーの略）。バンドサウンドからエレクトロニカまで幅広いジャンルの楽曲を手がけており、高水準の楽曲を高頻度で制作・発表したことから「早撃ちジミー」とも呼ばれた。
2009年1月に初音ミクなどの発売元であるクリプトン・フューチャー・メディアの直営のレーベル「KarenT」よりニコニコ動画などで発表した楽曲を収録した『Resound』をOneRoom名義で配信、同年7月にはMOERより1stアルバム『Toy Box』をOneRoom feat.初音ミク名義で発売、2011年3月には5pb.Recordsより2ndアルバム『Unplugged Stray』をジミーサムP名義で発売した。
2011年11月に、ニコニコ動画で発表した新曲『Live in Dead』がART-SCHOOLの『その指で』と酷似しているとの指摘を受けたことから、ニコニコ動画での楽曲発表を少なくとも一年間は自粛するとする旨をブログ上にて発表した。その後、2012年11月に自粛は解除された。また、『Live in Dead』は引責により削除された。
2013年5月には、自粛明け後初のアルバムでもある、EXIT TUNESより3rdアルバム『Reboot』をジミーサムP feat. 初音ミク、巡音ルカ名義で発売予定。

## 商業作品
- EXIT TUNESから発売された作品の販売元は全てポニーキャニオン。

### CD
- 『Toy Box』（MOER、2009年7月29日発売）
  - OneRoom feat.初音ミク名義で発売されたファーストアルバム。初音ミクの描かれたジャケットイラストは ゆのみ が担当。2009年8月10日付オリコン週間アルバムランキングにて21位にランクインしている。

  1. BEAT!
  2. Scene
  3. Eve
  4. Adam
  5. Escape
  6. Fake Lover
  7. SoundScaper
  8. Dark to Light
  9. The 9th
  10. Toy Box
  11. Luminous Point
  12. Message in our silence
  13. from Y to Y
- 『Unplugged Stray』（5pb.Records、2011年3月2日発売）
  - ジミーサムP名義で発売されたセカンドアルバム。ジャケットイラストはさゆ吉が担当した。2011年3月14日付オリコン週間アルバムランキングにて34位にランクインしている。

  1. Radio(is)active....
  2. 2
  3. Room 206
  4. Pierrot
  5. Four Signals
  6. Vision
  7. Euthanasia
  8. Birth in Heaven
  9. Song for New Days
  10. Genesis
  11. No Logic
  12. Midnight Addiction
  13. Starduster
  14. Unplugged Stray
- 『Reboot』（EXIT TUNES、2013年5月15日発売）
  - ジミーサムP feat. 初音ミク、巡音ルカ名義で発売されたサードアルバム。ジャケットイラストはredjuiceが担当。2013年5月27日付オリコン週間アルバムランキングにて11位にランクインしている。

  1. (第一日目の扉)
  2. 新世界セッション / ジミーサムP feat. 初音ミク
  3. Reboot / ジミーサムP feat. 初音ミク・巡音ルカ・寒音ジミ
  4. PYX / ジミーサムP feat. 初音ミク
  5. サンセット / ジミーサムP feat. 初音ミク
  6. Lunarian (Instrumental）
  7. 夢幻放射 / ジミーサムP feat. 寒音ジミ
  8. Crossroad / ジミーサムP feat. 初音ミク
  9. Joker / ジミーサムP feat. 巡音ルカ
  10. Infinite Color / ジミーサムP feat. 初音ミク
  11. おやすみのうた / ジミーサムP feat. 寒音ジミ
  12. Dreamscape / ジミーサムP feat. 巡音ルカ
  13. 水槽脳 / ジミーサムP feat. 巡音ルカ
  14. Mantra (instrumental)
  15. Afterglow / ジミーサムP feat. 巡音ルカ
  16. Starduster (Orchestra ver.) / ジミーサムP feat. 初音ミク
- 『Parallel Universe toribute to jimmythumbP』 (EXIT TUNES、2014年10月17日発売)
  - ジミーサムP名義で発売されたフォースアルバム。ジャケットイラストはtoi8が担当

  1. (Prelude)
  2. Calc. / Vocal:りぶ
  3. No Logic / Vocal:ろん
  4. Another World / Vocal:96猫
  5. Future/ Vocal:赤飯､りょーくん､ぐるたみん､灯油､松下､Mayumi Morinaga
  6. 新世界セッション/ Vocal:ジミーサムP
  7. Parallel Universe / Vocal:新社会人
  8. Starduster / Vocal:わたあめ
  9. サンセット / Vocal:あう
  10. Reboot / Vocal:りぶ
  11. Pierrot / Vocal:KK
  12. Afterglow / Vocal:luz
  13. One Night Girl / Vocal:ジミーサムP
  14. Scene / Vocal:あにま
  15. Second Birth / Vocal:kain
  16. Fake Lover / Vocal:赤ティン
  17. from Y to Y / Vocal:che:櫻井

### 配信
- 『Resound』（KarenT、2009年1月8日発売）
  - OneRoom名義で発売。ネット配信のみ。

  1. Luminous Point (feat. 初音ミク)
  2. Scene (feat. 初音ミク)
  3. Room 206 (feat. 初音ミク)
  4. Vision (feat. 初音ミク)
  5. Adam (feat. 初音ミク)
  6. Eve (feat. 初音ミク)
  7. The 9th (feat. 初音ミク)
  8. Birth In Heaven (feat. 初音ミク)
  9. Four Signals (feat. 初音ミク)
  10. Message In Our Silence (feat. 初音ミク)
  11. SoundScaper (feat. 初音ミク)

### 楽曲提供・参加作品

#### CD
- 『EXIT TUNES PRESENTS STARDOM』（EXIT TUNES、2009年5月20日発売）
  - 動画サイトで人気の楽曲を収録したコンピレーション・アルバム。ジミーサムP名義で「Playback, Feedback」を提供。
- 『EXIT TUNES PRESENTS Vocalostar feat.初音ミク』（EXIT TUNES、2009年6月17日発売）
  - EXIT TUNESボカロコンピシリーズの2作目。ジミーサムP feat.初音ミク名義で「from Y to Y」を提供。
- 『EXIT TUNES PRESENTS STARDOM 2』（EXIT TUNES、2009年8月19日発売）
  - 動画サイトで人気の楽曲を収録したコンピレーション・アルバム。ジミーサムP名義で「Scene」、「Adam」を提供。
- 『初音ミク ベスト〜memories〜』（ソニー・ミュージックダイレクト、2009年8月26日発売）
  - 初音ミク発売2周年を記念したコンピレーション・アルバム。OneRoom feat.初音ミク名義で「from Y to Y」を提供。
- 『の､バラード祭り。』（徳間ジャパンコミュニケーションズ、2009年11月4日発売）
  - ネット上で人気の歌い手たちによる楽曲を収録したコンピレーション・アルバム。ジミーサムP名義で「Midnight Addiction」を提供。歌い手は青もふ。
- 『EXIT TUNES PRESENTS Supernova』（EXIT TUNES、2009年12月2日発売） 
  - ネットで人気のミュージシャンの楽曲を収録したコンピレーション・アルバム。ジミーサムP名義で「Starduster」を提供。
- 『RAINBOW SNOW～オーロラにえがいたLove Letter～』（日本クラウン、2009年12月16日発売） 
  - 王族BANDのアルバム。「from Y to Y」を提供。
- 『EXIT TUNES PRESENTS Vocalolegend feat.初音ミク』（EXIT TUNES、2010年1月20日発売）
  - EXIT TUNESボカロコンピシリーズの3作目。ジミーサムP名義で「No Logic」を提供。
- 『EXIT TUNES PRESENTS Supernova 2』（EXIT TUNES、2010年3月3日発売）
  - ネットで人気のミュージシャンの楽曲を収録したコンピレーション・アルバム。ジミーサムP名義で「Pierrot」を提供。
- 『EXIT TUNES PRESENTS 神曲を歌ってみた 2』（EXIT TUNES、2010年3月17日発売） 
  - ネット上で人気の歌い手たちによる楽曲を収録したコンピレーション・アルバム。ジミーサムP名義で「Starduster」と「Scene」を提供。歌い手はみーむと実谷なな。
- 『VL-SCRAMBLE』（キングレコード、2010年3月24日発売）
  - VOCALOIDを用いた楽曲を収録したコンピレーション・アルバム。ジミーサムP名義で「ONE NIGHT GIRL」を提供。
- 『EXIT TUNES PRESENTS SUPER PRODUCERS BEAT MIXED BY Ryu☆』（EXIT TUNES、2010年4月7日発売）
  - Ryu☆（中原龍太郎）によるリミックスアルバム。ジミーサムP名義で「from Y to Y」、「Starduster」を提供。
- 『EXIT TUNES PRESENTS Vocalogenesis feat.初音ミク』（EXIT TUNES、2010年5月19日発売）
  - EXIT TUNESボカロコンピシリーズの4作目。ジミーサムP feat.初音ミク・巡音ルカ名義で「Genesis」を提供。
- 『EXIT TUNES PRESENTS イケメンボイスパラダイス』（EXIT TUNES、2010年6月16日発売） 
  - ネット上で人気の歌い手たちによる楽曲を収録したコンピレーション・アルバム。ジミーサムP名義で「Little Traveler」を提供。歌い手はclear。
- 『enhAnce』（ティームエンタテインメント、2010年7月7日発売）
  - PointFive(.5)のアルバム。ジミーサムP名義で「Escape」を提供。
- 『VOCAROCK collection feat. 初音ミク』（FARM RECORDS、2010年7月21日発売） 
  - VOCALOIDを用いたロックを収録したコンピレーション・アルバム。ジミーサムP feat. 初音ミク名義で「Fake Lover」を提供。
- 『MOER feat.初音ミク-2nd anniversary-』（MOER、2010年8月11日発売） 
  - レーベルMOERの発足2周年を記念して発売されたベストアルバム。ジミーサムP feat.初音ミク名義で「from Y to Y」、「Calc」、ジミーサムP feat. 巡音ルカ名義で「No Logic」を提供。
- 『Dearest』（ドワンゴ・ミュージックエンタテインメント、2010年9月8日発売）
  - clearのアルバム。「Calc.」、「from Y to Y」を提供。
- 『EXIT TUNES PRESENTS Vocaloanthems feat.初音ミク』（EXIT TUNES、2010年9月15日発売）
  - EXIT TUNESボカロコンピシリーズの5作目。ジミーサムP feat.初音ミク名義で「Starduster」を提供。
- 『VOCALOID LOVESONGS Girls Side』（MOER、2010年9月22日発売） 
  - VOCALOIDを用いた楽曲を収録したコンピレーション・アルバム。ジミーサムP feat.初音ミク名義で「Little Traveler」を提供。
- 『EXIT TUNES PRESENTS イケメンボイスパラダイス 2』（EXIT TUNES、2010年12月1日発売） 
  - ネット上で人気の歌い手たちによる楽曲を収録したコンピレーション・アルバム。ジミーサムP名義で「No Logic」、「from Y to Y」を提供。歌い手はけったろ、あにま。
- 『V.I.P(Marasy plays Vocaloid Instrumental on Piano)』 （ドワンゴ・ミュージックエンタテインメント、2010年12月8日発売）
  - marasyのピアノソロアルバム。「from Y to Y」を提供。
- 『Version ゴム DX』（ソニー・ミュージックダイレクト、2011年6月15日発売）
  - ゴムのアルバム。「Calc.」を提供。
- 『VOCALOID BEST from ニコニコ動画 (あお)』（ドワンゴ・ミュージックエンタテインメント、2011年6月22日発売）
  - ニコニコ動画でVOCALOIDを用いて発表された曲を集めたベストアルバム。「Calc.」を提供。
- 『Dearest Ⅱ』（ドワンゴ・ミュージックエンタテインメント、2011年7月20日発売）
  - clearのアルバム。「Little Traveler」を提供。
- 『V.I.P Append(Marasy plays Vocaloid Instrumental on Piano)』（ドワンゴ・ミュージックエンタテインメント、2011年7月27日発売）
  - marasyのピアノソロアルバム。「Little Traveler」を提供。
- 『初音ミク-Project DIVA- extend Complete Collection』（ソニー・ミュージックダイレクト、2011年11月9日発売）
  - ゲームソフト『初音ミク -Project DIVA- extend』の公式コンピレーションアルバム。ゲームに提供した「Starduster」を収録。
- 『EXIT TUNES PRESENTS Vocalodream feat.初音ミク』（EXIT TUNES、2012年1月18日発売）
  - EXIT TUNESボカロコンピシリーズの9作目。書き下ろし曲「夢現リバース」を提供。
- 『SONICONICOROCK　Tribute To VOCALOID』（dmARTS、2012年2月8日発売）
  - すーぱーそに子のアルバム。「from Y to Y」を提供。
- 『UNSUNG』（balloom、2012年9月5日発売）
  - ナノウのアルバム。「from Y to Y」を提供。
- 『君ヲ想フ月』（ベルウッドレコード、2013年2月27日発売）
  - 天月のアルバム。「Calc.」を提供。
- 『ラブハンター』 （ユニバーサルシグマ、2016年5月11日）
  - イケメン女子グループTHE HOOPERSのシングル。「Calc.」を提供。
- 『EXIT TUNES PRESENTS Vocalostream feat.初音ミク』（EXIT TUNES、2019年3月20日発売）
  - EXIT TUNESボカロコンピシリーズ。「快楽機械」を提供。
- 『御ノ字』（ワーナーミュージック、2021年7月29日発売）
  - 島爺の5thアルバム。「オートマトン」を提供。
- 『EXIT TUNES PRESENTS Vocalodelight feat.初音ミク』（PONY CANYON、2021年12月15日発売）
  - EXIT TUNESボカロコンピシリーズ。「仮想市民」を提供。

#### その他
- 『もっとおかわり、リン・レン ルカ』（セガ、2010年7月1日発売） 
  - PlayStation Portable用リズムアクションゲーム『初音ミク -Project DIVA-』の追加ダウンロードコンテンツ。ゲーム内に使用される曲としてジミーサムP名義で「No Logic」を提供。
- 『初音ミク -Project DIVA- 2nd』（セガ、2010年7月29日発売）
  - 『初音ミク -Project DIVA-』の第2弾でゲーム内に使用される曲としてジミーサムP名義で「from Y to Y」を提供。
- 『初音ミク -Project DIVA- extend』（セガ、2011年11月10日発売）
  - ゲーム内に使用される曲として「Starduster」を提供。
- 『初音ミク and Future Stars Project mirai』（セガ、2012年3月8日発売）
  - ゲーム内に使用される曲として「No Logic」を提供。
- 『プロジェクトセカイ カラフルステージ！ feat. 初音ミク』（セガ、2020年9月30日発売）
  - ゲーム内に使用される曲として「from Y to Y」「Calc.」「Afterglow」の3曲を提供。[4]
- 『好きな子がめがねを忘れた』（2023年放送）
  - アニメ内の音楽を担当。